# Asterion II
Pour les articles homonymes, voir Astérion.
L‘Asterion II est un ferry exploité par la compagnie grecque ANEK Lines. Construit de 1990 à 1991 par les chantiers Mitsubishi Heavy Industries de Kobe pour la compagnie japonaise Taiheiyō Ferry, il portait à l'origine le nom d‘Ishikari (いしかり, Ishikari). Mis en service en mars 1991 sur les liaisons entre la côte Pacifique d'Honshū et Hokkaidō, il sera remplacé en mars 2011 par le nouvel Ishikari. Cédé à la société chinoise Golden Spring Enterprise, il naviguera à partir de 2011 entre la Chine et la Corée du Sud sous le nom de Grand Spring. Désarmé en 2015, il demeurera immobilisé jusqu'en mars 2018, date à laquelle il est acquis par la société Alphaglobe Shipping Ltd. Renommé Asterion II, il est affecté dans un premier temps aux lignes saisonnières entre la Grèce et l'Italie à partir de 2018 avant de basculer sur la desserte de la Crète depuis Le Pirée en 2024.

## Histoire

### Origines et construction
À la fin des années 1980, la compagnie Taiheiyō Ferry se lance dans un vaste programme de renouvellement de sa flotte afin de remplacer ses unités actuelles, mises en service par son prédécesseur, Taiheiyō Enkai Ferry, au début des années 1970. Profitant d'une embellie économique ayant pour principale conséquence de stimuler le marché des lignes maritimes entre Honshū et Hokkaidō, la compagnie investit rapidement dans la construction de nouveaux navires. Le premier, baptisé Kiso, est mis en service en 1987 en remplacement de l‘Arkas. Le second, nommé Kitakami, commence son exploitation en 1989 et supplante l‘Albireo. Toujours dans la volonté de renouveler son outil naval, Taiheiyō Ferry commande un troisième navire neuf aux chantiers Mitsubishi Heavy Industries, cette fois-ci pour remplacer l'ancien Ishikari.
À l'inverse de ses prédécesseurs, la construction du nouvel Ishikari, nommé ainsi d'après son aîné, sera assurée par les chantiers de Kobe. Le navire est mis sur cale le 3 juillet 1990 et lancé le 8 novembre. Après plusieurs mois de finitions, il est livré à Taiheiyō Ferry le 18 mars 1991.

### Service

#### Taiheiyō Ferry (1991-2011)

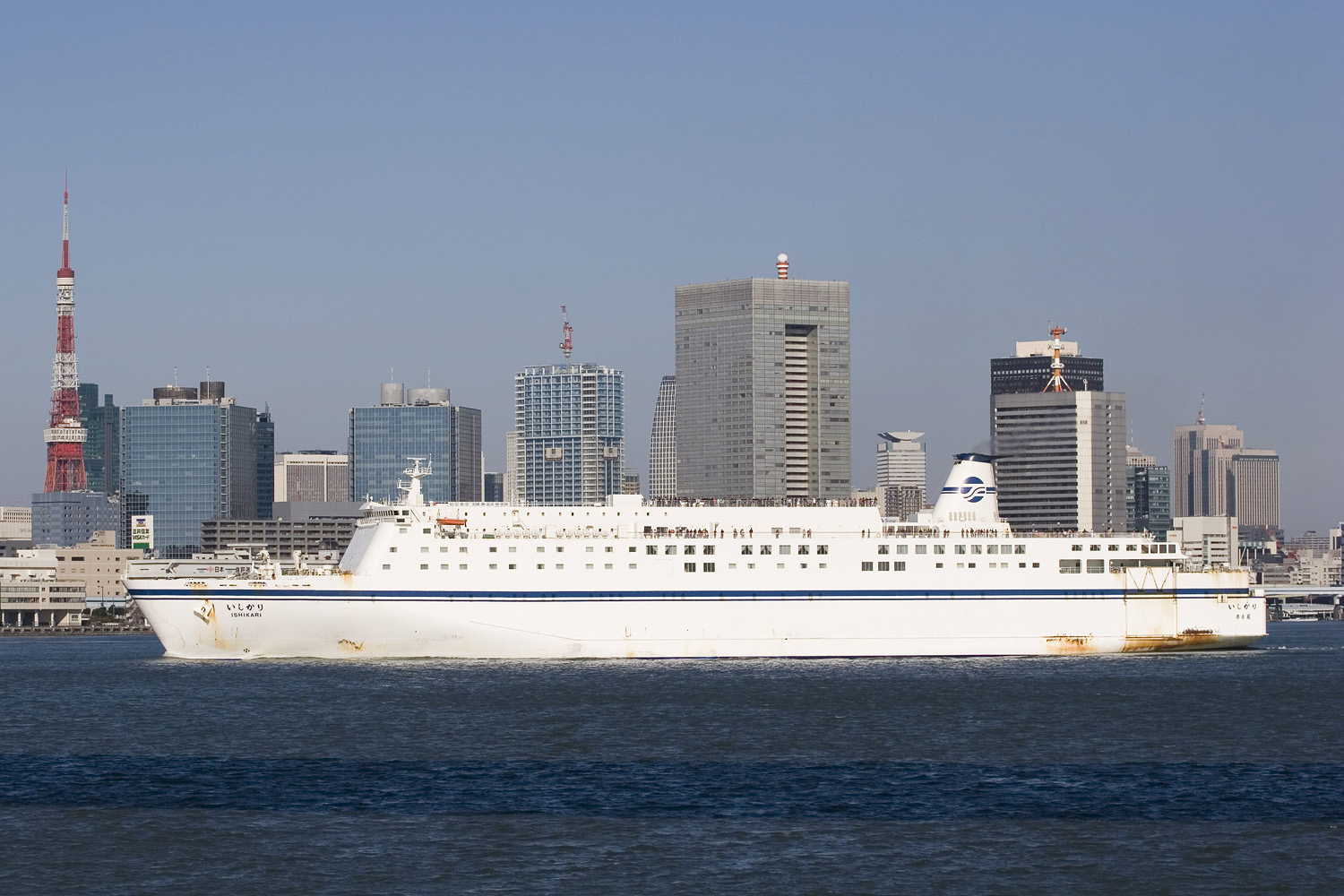
L‘Ishikari en partance de Tokyo à l'occasion de la croisière du nouvel an 2007.

L‘Ishikari est mis en service en mars 1991 entre Nagoya, Sendai et Tomakomai.
La qualité de ses installations lui permet de recevoir par deux fois la distinction de « Meilleur ferry de l'année » décernée par le magazine professionnel japonais Cruise, en 1992 et 2004.
À la fin des années 2000, Taiheiyō Ferry décide de la construction d'une nouvelle unité destinée à le remplacer. Inspiré du récent Kiso, le nouveau navire, construit par les chantiers Mitsubishi Heavy Industries de Shimonoseki et également nommé Ishikari, est lancé en août 2010.
Supplanté à partir de mars 2011, l'ancien Ishikari est vendu à la société chinoise Golden Spring Enterprise pour environ 8 millions de dollars.

#### Wanfang International (2011-2018)
Livré à son nouveau propriétaire, le navire est rebaptisé Grand Spring et passe sous pavillon panaméen. Il est ensuite affecté aux traversées entre la Chine et la Corée du Sud. En février 2012, sa propriété est transférée à la société Great Promise Industrial. Retiré du service en 2015, le car-ferry est désarmé à Weihai et est immatriculé en Sierra Leone à partir de février 2016.
Censé intégrer la flotte de l'armateur sud coréen Gwangyang Line pour desservir une ligne entre la Corée du Sud et le Japon, le projet ne sera finalement pas réalisé et le navire demeurera à l'abandon durant 3 ans. Le 27 mars 2018, il est finalement racheté par la société Alphaglobe Shipping.

#### ANEK Lines (depuis 2018)
Affrété par la compagnie grecque ANEK Lines, le navire prend le nom d‘Asterion II. Après avoir rejoint la Grèce le 22 avril, il est transformé aux chantiers de Perama afin d'être adapté aux normes européennes.
Mis en service le 28 juin 2018, il remplace dans un premier temps le ferry Elyros sur la liaison Patras - Igoumenitsa - Venise durant les saisons estivales en raison de l'affrètement chaque été de ce dernier par la compagnie Algérie Ferries. À partir de 2020 toutefois, l‘Asterion II sera positionné sur cette desserte à titre permanent.
Le 13 novembre 2020, alors que le navire vient de quitter Patras pour rejoindre Venise, une avarie au niveau du moteur bâbord le force à faire demi-tour et rentrer au port. Naviguant sur son unique moteur tribord, il parvient à regagner Patras par ses propres moyens en cinq heures.
À compter du mois de février 2022, l’Asterion II est affrété par la compagnie Superfast Ferries qui continue de l'employer sur sa liaison habituelle entre Patras, Igoumenitsa et Venise. Dans ce contexte, les logos d'ANEK Lines sont effacés de ses flancs et de la cheminée et remplacés par ceux de Superfast. Le navire conserve néanmoins sa coque blanche.
À la fin de l'année 2023, ANEK Lines est rachetée par le groupe Attica, société mère de Superfast qui exploite toujours le navire à ce moment là. Cet évènement occasionne plusieurs changements dans l'organisation des compagnies détenues par le groupe. Ainsi, ANEK est évincée du marché greco-italien au profit de Superfast et cantonnée à ses liaisons historiques entre Le Pirée et la Crète. En raison du transfert de plusieurs navires d'ANEK Lines et de Hellenic Seaways au sein de la flotte Superfast pour la desserte de l'Italie, l’Asterion II retourne quant à lui sous les couleurs d'ANEK Lines à partir de mai 2024 afin d'être employé entre Le Pirée et Heraklion en remplacement du Kriti II. À l'occasion de son retour au sein de la flotte de la compagnie crétoise, le navire connaît quelques modifications telles que l'ajout du nouveau logo de l'armement ainsi que d'une bande noire le long des hublots du pont 7. Une nouvelle rampe dédiée à l'embarquement des passagers piétons est également rajoutée à l'arrière du navire.

## Aménagements
À l'origine, l‘Ishikari possédait 9 ponts. Si le navire s'étendait en réalité sur 11 ponts, deux d'entre étaient inexistants au niveau des garages afin de permettre au navire de transporter du fret. Du point de vue commercial, les ponts étaient dénommés par ordre alphabétique du plus haut jusqu'au plus bas . Les locaux passagers occupaient les ponts A, B et C tandis que le pont A était consacré à l'équipage. Les ponts D, E, F et G abritaient quant à eux les garages.
Depuis les travaux de 2018, les ponts sont désormais numérotés de 1 à 11, prenant en compte l'inexistence des ponts 4 et 6.

### Locaux communs
À l'époque japonaise, les installations de l‘Ishikari étaient peu nombreuses mais d'une qualité remarquable. Les passagers avaient à leur disposition un restaurant et un bar-salon sur le pont B ainsi qu'une salle de spectacle sur le pont A.
En plus de ces principaux aménagements, le navire proposait également sur le pont 7 une galerie marchande et un petit salon ouvert sur la mer situé à l'avant. Sur le pont 6, deux bains publics (appelés sentō), l'un pour les hommes à bâbord, l'autre pour les femmes à tribord, étaient présents ainsi qu'un cinéma, et une salle d'arcade.
À la suite de la refonte de 2018, la décoration intérieure du navire est entièrement revue et modernisée, bien que les installations conservent leurs dispositions originale.

### Cabines
À bord de l‘Ishikari, les passagers étaient répartis en deux classes selon le niveau de confort de leurs installations. Les passagers de première classe étaient logés à l'avant des ponts A, B et C dans 48 cabines de style occidental, quatre cabines de style japonais, 28 cabines de style mixte, 2 suites classiques et 2 suites de confort supérieur. Toutes ces cabines disposaient de sanitaires complets comprenant douche, WC et lavabo ainsi qu'une baignoire pour les plus spacieuses.
Les installations de seconde classe comprenaient des capsules individuelles, un dortoir avec lits superposés ainsi que neuf dortoirs de style japonais.
Durant les travaux de 2018, la plupart des cabines sont modifiées, les dortoirs sont supprimés et remplacés par des cabines privatives à quatre couchettes avec sanitaires privés. Les suites et les anciennes cabines de première classe sont, pour leur part, conservées.

## Caractéristiques
L‘Asterion II mesure 192,50 mètres de long pour 27 mètres de large et jaugeait à l'époque 13 937 UMS selon les méthodes de calcul du tonnage japonaises, ce qui équivaut à environ 31 084 UMS depuis sa refonte de 2018. Il pouvait dans sa configuration originale embarquer 854 passagers et 150 véhicules dans un spacieux garage accessible par cinq portes rampes, deux latérales situées de chaque côté à la poupe, une située à la proue à tribord ainsi que deux portes axiales à l'avant et à l'arrière. Après son acquisition par ANEK Lines, sa capacité est portée à 1 020 passagers et 840 véhicules. La propulsion de l‘Asterion II est assurée par deux moteurs diesels Mitsubishi-MAN 14V52/55B développant une puissance de 29 540 ch entrainant deux hélices faisant filer le bâtiment à une vitesse de 24 nœuds. Il est en outre doté d'un propulseurs d'étrave ainsi que d'un stabilisateur anti-roulis. Les dispositifs de sécurité étaient à l'origine essentiellement composés de radeaux de sauvetage mais aussi d'une embarcation semi-rigide de secours. À la suite de son rachat par la société chinoise Golden Spring Enterprise, six embarcations de sauvetage de taille moyenne sont intégrées aux dispositifs de sécurité.

## Ligne desservie
Pour le compte de Taiheiyō Ferry de 1991 à 2011, l‘Ishikari effectuait toute l'année la liaison entre Honshū et Hokkaidō sur la ligne Nagoya - Sendai - Tomakomai. Il était parfois employé pour des mini-croisières dans l'archipel Ogasawara.
De 2011 à 2015, le navire était affecté entre la Chine et la Corée du Sud sur la ligne Weihai - Pyeongtaek.
À partir de 2018, le car-ferry est employé sur les liaisons d'ANEK Lines entre la Grèce et l'Italie sur la ligne Patras - Igoumenitsa - Venise. Entre 2022 et 2024, il naviguait sur cet axe sous les couleurs de Superfast Ferries.
Depuis mai 2024, l’Asterion II est affecté aux liaisons avec la Crète entre Le Pirée et Héraklion.